# Ladoga infraradiata
Ladoga infraradiata är en fjärilsart som beskrevs av Ruggero Verity 1950. Ladoga infraradiata ingår i släktet Ladoga och familjen praktfjärilar. Inga underarter finns listade i Catalogue of Life.